# Tomaspis inca
Tomaspis inca är en insektsart som först beskrevs av Guérin-Méneville 1844.  Tomaspis inca ingår i släktet Tomaspis och familjen spottstritar. Inga underarter finns listade i Catalogue of Life.